# Venka de kreupele
Venka de kreupele is een sprookje uit India.

## Het verhaal
Een boerenechtpaar heeft vijf zonen en een dochter, de jongste zoon heet Venka en is kreupel. Zijn broers behandelen hem slecht, maar zijn zus Rangalakshmi geeft veel om hem. De zonen nemen het werk over als de oude boer overlijdt en ze gaan elke ochtend naar de akker. Rangalakshmi brengt elke middag een warme maaltijd en komt bij een ondiepe rivier. Op een dag staat er een monster voor haar en hij wil het eten. Ze zegt dat hij op haar moet wachten en brengt het de rijst en linzensoep naar haar broers. Ze smeert een beetje op een steen en brengt deze met een van haar broers naar het monster. Venka wordt door de oudste broer meegestuurd, maar bij de rivier keert hij terug. Het monster heeft door dat hij is beetgenomen en grijpt Rangalakshmi en het wordt Venka verweten niet goed op zijn zus te hebben gepast.
Hij wordt uit huis gejaagd en hij neemt een sikkel en stamper mee. Hij gaat naar het bos en snijdt de horens van een dode geit. Hij vindt een ezel en heeft een hommel in de zak en vindt de grot van het monster. Zijn zus is alleen en er is een houten verdieping gebouwd. Rangalakshmi verstopt haar broer daar en het monster komt thuis en gaat eten. Hij hoort gekke geluiden en Rangalakshmi vertelt dat er een ander monster is gekomen. Het monster daagt het andere monster uit en Venka laat zijn sikkel en stamper zien. Hij vertelt dat het zijn handen zijn. Hij toont zijn ploeg en zegt dat dit zijn been is. Dan toont hij de horens en vertelt dat dit zijn nagels zijn en hij springt op en neer. Het monster rent de grot uit en Venka en Rangalakshmi gaan naar huis. Venka werd nooit meer met minachting behandeld.

## Achtergronden
- Het verhaal komt uit Karnataka.
- Venka is niet direct het slachtoffer, maar gaat wel de confrontatie met het monster aan. Ook Klein Duimpje en Issun Boshi verslaan het monster met een list.
- Het jongste kind wordt in sprookjes vaak met minachting behandeld, maar blijkt vaak de redder in het verhaal. Bijnamen als domoor komen vaak voor, vaak heet de jongen Hans in West-Europese sprookjes. Zie bijvoorbeeld De arme molenaarsknecht en het katje en De bijenkoningin.
- In De Bremer stadsmuzikanten lukt het rovers te verjagen door het uiterlijk (de afgedankte oude dieren - ezel, hond, kat en haan - staan op elkaar) en een hels kabaal, de rovers denken dat de dieren een spook zijn en vluchten.